# Ерди
Ерди е скалисто, пустинно плато в пустинята Сахара, разположено в североизточната част на Чад, югоизточната част на Либия и крайната северозападна част на Судан. На юг чрез безводната падина Мурди е отделено от платото Еннеди. Максималната му височина е 1115 m. Изградено е от пясъчници, като западните и южните му склонове са силно разчленени от сухи речни долини (уади). На платото виреят редки ксерофитни треви, а в уадите – дребни акациеви храсти.